# ناو هواپیمابر میناس ژرایس
ناو هواپیمابر میناس  ژرایس  (به انگلیسی: Brazilian aircraft carrier Minas Gerais) یک کشتی بود که طول آن ۶۳۰ فوت (۱۹۰ متر) بود. این کشتی در سال ۱۹۴۴ ساخته شد.